# Saint-Senier-de-Beuvron
Saint-Senier-de-Beuvron là một xã thuộc tỉnh Manche trong vùng Normandie tây bắc nước Pháp. Xã này nằm ở khu vực có độ cao trung bình 41 mét trên mực nước biển.